# آنیتا آمنوکو
آنیتا آمنوکو (انگلیسی: Anita Amenuku؛ زادهٔ ۲۷ ژوئیهٔ ۱۹۸۵) بازیکن فوتبال اهل غنا است.
وی همچنین در تیم ملی فوتبال زنان غنا بازی کرده‌است.